# ジャンボグレード
ジャンボグレード（JUMBO GRADE , JG）は、バンダイが発売するガンダムシリーズに登場するモビルスーツ（MS）のフィギュアモデルのブランド名である。
2001年に第一弾RX-78-2ガンダムが発売された。
スケールは1/35。硬質ソフトビニールとABS関節による彩色済み組立て済みの完成品フィギュアモデル（一部要組立て）。
「ガンダム」で全高約500mmの大型モデルシリーズであり、その重量を支える為一部関節の可動は省略されている。

## 商品一覧
カッコ内は発売開始時期。
- RX-78-2 ガンダム（2001年10月）
- MS-06S ザクII（シャア専用）（2002年2月）
- MS-06 量産型ザクII（2002年11月）
- RX-78-2 ガンダム（スペシャルマーキングバージョン）（2005年10月） - 特別仕様
- RX-78-2 ガンダム リアルタイプカラー（2005年10月） - 特別仕様
- MS-06S シャア専用ザク リアルタイプカラー（2005年10月） - 特別仕様
- MS-06F 量産型ザク リアルタイプカラー（2005年10月） - 特別仕様
- MSZ-006 ゼータガンダム（2008年3月） - 初回生産分特典付き
- RX-78-2 ガンダム アニメーションカラーバージョン（2009年2月） - 機動戦士ガンダム30周年記念モデル、限定生産
- MS-06S シャア専用ザク アニメーションカラーバージョン（2009年2月） - 機動戦士ガンダム30周年記念モデル、限定生産